# 私たちは絶対に絶対にヨリを戻したりしない
「私たちは絶対に絶対にヨリを戻したりしない」（わたしたちはぜったいにぜったいにヨリをもどしたりしない、英: We Are Never Ever Getting Back Together）は、アメリカのレコーディングアーティスト テイラー・スウィフトの楽曲。作詞・作曲はテイラー、マックス・マーティン、シェルバック。エグゼクティブ・プロデューサーとしてスコット・ボルチェッタを迎え、マーティン、シェルバックによってプロデュースされている。スウィフト4枚目のアルバム『レッド』からのリードシングルとして、2012年8月13日にビッグ・マシーン・レコードから発売された。
歌詞には関係を再燃したがる元恋人へのテイラーが向ける不満が綴られている。第54回グラミー賞ではレコード・オブ・ザ・イヤー部門にノミネートされた。
日本ではテレビ番組『テラスハウス』の主題歌に起用された。また、2014年6月時点で日本国内におけるデジタル・ダウンロードで130万ダウンロードを超えるヒットを記録した。
読売ジャイアンツの坂本勇人の2013年のテーマ曲でもあった。

## 収録曲
デジタル配信／限定盤CDシングル
1. 「私たちは絶対に絶対にヨリを戻したりしない」 – 3:12

## 発売日
| 国             | 日付          | 規格                     | レーベル                   |
| -------------- | ------------- | ------------------------ | -------------------------- |
| オーストラリア | 2012年8月14日 | デジタル配信             | ビッグ・マシーン・レコード |
| アメリカ       | 2012年8月13日 | デジタル配信             | ビッグ・マシーン・レコード |
| アメリカ       | 2012年8月13日 | ホットACラジオ           | ビッグ・マシーン・レコード |
| アメリカ       | 2012年8月14日 | デジタル配信             | ビッグ・マシーン・レコード |
| アメリカ       | 2012年8月14日 | メインストリーム・ラジオ | ビッグ・マシーン・レコード |
| アメリカ       | 2012年8月14日 | 歌詞動画                 | ビッグ・マシーン・レコード |
| アメリカ       | 2012年8月21日 | カントリー・ラジオ       | ビッグ・マシーン・レコード |
| アメリカ       | 2012年8月30日 | ミュージックビデオ       | ビッグ・マシーン・レコード |
| アメリカ       | 2012年9月4日  | CDシングル               | ビッグ・マシーン・レコード |
| イギリス       | 2012年8月14日 | デジタル配信             | ビッグ・マシーン・レコード |
| ドイツ         | 2012年8月19日 | デジタル配信             | ビッグ・マシーン・レコード |

## 私たちは絶対に絶対にヨリを戻したりしない (テイラーズ・ヴァージョン)
スウィフトは、「私たちは絶対に絶対にヨリを戻したりしない (テイラーズ・ヴァージョン)」として知られるこの曲を、11月12日にリリースされた2枚目の再録音アルバム「レッド (テイラーズ・ヴァージョン)」に再録音した。 2021年、リパブリック・レコードを通じて。